# Принцесса-лягушка
«Принцесса-лягушка» (кит. 青蛙王国) — китайская анимационная комедия, снятая Нельсоном Шином. Премьера кинокартины в Китае состоялась 28 декабря 2013 года, а в России — 6 октября 2016 года.

## Сюжет
Фильм рассказывает о принцессе-лягушке, которая сбегает из дворца после того, как её отец-король объявил, что победитель спортивных соревнований среди лягушек женится на его дочке. Принцесса планирует сама выиграть конкурс, чтобы получить свою свободу.

## В ролях
| Актёр        | Роль              |
| ------------ | ----------------- |
| Чен Мингян   | король-лягушка    |
| Куи Гуофу    | королева-лягушка  |
| Лин Янцзюн   | принцесса-лягушка |
| Си Рэнмао    | Рэйн              |
| Цзян Гуйцзин | Фэтти             |
| Ху Чжэлун    | малыш Кен         |

## Русский дубляж
- Ани Лорак
- Антон Савенков
- Станислав Стрелков
- Александр Зачиняев
- Александр Белый
- Алексей Шадхин
- Алёна Созинова
- Ольга Голованова
- Павел Кипнис
- Елена Солодилина
- Александр Новиков-Янгинов
- Олег Лабозин

## Критика
Российский кинокритик Борис Иванов, представляющий интернет-портал Film.ru, негативно оценил мультфильм (5 баллов из 10), назвав его «второсортным и лишенным оригинальной или интересной идеи». «Фильм откровенно несерьезно относится к своему содержанию и не претендует на большее, чем примитивное развлечение малышей», — подытожил Иванов.

## Награды и номинации
| Список наград и номинаций  | Список наград и номинаций | Список наград и номинаций        | Список наград и номинаций | Список наград и номинаций | Список наград и номинаций |
| Кинопремия                 | Дата церемонии            | Категория                        | Номинант(ы)               | Результат                 | Прим.                     |
| -------------------------- | ------------------------- | -------------------------------- | ------------------------- | ------------------------- | ------------------------- |
| Asia Pacific Screen Awards | 11 декабря 2014           | Лучший полнометражный мультфильм | «Принцесса-лягушка»       | Номинация                 | [ 3 ]                     |